# Црвени шатор (роман)
Црвени шатор (енгл. The Red Tent), је роман Аните Дајамант, објављен 1997. у издању Wyatt Books за St. Martin's Press. То је приповест у првом лицу која говори о Дини, ћерки Јакова и Леје, сестри Јосифовој. Она је споредни лик у Библији, али аутор је проширио своју причу.  Наслов књиге односи се на шатор у којем се жене из Јаковљевог племена морају, према древном закону, склонити током менструације или порођаја и у којем проналазе узајамну подршку и охрабрење од својих мајки, сестара и тетки.

## Радња
Име јој је Дина. У Библији, у Књизи Постања, само се помиње у много познатијим поглављима о њеном оцу Јакову и његових дванаест синова.
Дина отвара причу препричавајући читаоцима о заједници своје мајке Лије и оца Јакова, као и проширену породицу, на Леину сестру Рахилу и слушкиње Зилпу и Билха. Динине мајке су те четири жене: Лиа, Рахила, Зилпа и Билха.
У овом квартету Лиа је представљена као способна, али искушана, Рахилу као нешто лепо, љубазно и креативно, Зилпу као ексцентрична и духовна, а Билху као нежну и тиху.
Дина се сећа како је седела у црвеном шатору са мајком и теткама, оговарала локалне догађаје и бринула се о кућним обавезама између посета Јакову, породичном патријарху. Овде се појављују бројни други ликови који се не виде у библијском приказу, укључујући Лабанову другу жену Рути и њене несавесне синове.
Према библијском извештају из Постанка 34, Дина је „оскврнио“ принц од Сихема, иако је описан као искрено заљубљен у Дину. Такође нуди и цену невесте која одговара краљевском хонорару. Незадовољни како се принц опходио са њиховом сестром, њена браћа Симеон (у књизи се пише „Симон“) и Леви издајнички кажу Шехемитима да ће све бити опроштено ако принц и његови људи прођу јеврејски обред обрезивања (brit milah) тако да да уједини народ Хамора, краља Сихема, са племеном Јаковљевим. Шехемити се слажу и убрзо након што прођу под ножем, док су онеспособљени од бола, убијају их Динина браћа и њихове мушке слуге, који се потом враћају са Дином.
У Црвеном шатору Дина искрено воли принца и радо постаје његова невеста. Ужаснута је и ражалошћена убилачким дивљањем своје браће. Након проклињања браће и оца, она бежи у Египат, где рађа сина. Временом проналази другу љубав и мири се са братом Јосифом, који је сада везир Египта. Након смрти Јакова, она посећује своју отуђену породицу. Сазнаје да су је остала жива браћа и отац готово заборавили, али да се њена прича наставља са осталим женама из Јаковљевог племена.

## Пријем
Књига је била бестселер "Њујорк Тајмса" и објављени су водичи за дискусију у "Клубу књига".  Према прегледу "Los Angeles Times", „Дајући глас Дини, једном од тихих женских ликова у Постању, роман је погодио жене које су се можда осећале изостављено из библијске историје. Прославља мајке и ћерке и мистерије животног циклуса“.  "Christian Science Monitor" је написао да роман „живо дочарава древни свет каравана, пастира, фармера, бабица, робова и занатлија. . . Дајамант је убедљив приповедач приче која има безвремену резонанцу.“ 

## Историјска тачност
Дело промовише библијску причу. Међутим, то није ни библијски ни историјски тачно.
Дајамант признаје да нема доказа да је древни Израел користио менструални шатор за повлачење, иако га описује као уобичајено својство у другим предмодерним културама, као и неким модерним културама.  

## Адаптације
"Lifetime" (TV network) је роман прилагодио дводелној мини серији, која је премијерно изведена 7. и 8. децембра 2014.  Дину тумачи Ребека Фергусон. Леу тумачи Мини Драјвер, а Рахел Морена Бакарин. 